# Карл Боненкамп
Карл Боненкамп (нім. Karl Bohnenkamp; 10 січня 1890, Дортмунд — 27 лютого 1930, Дуйсбург) — німецький льотчик-ас, віцефельдфебель Імперської армії. Кавалер золотого хреста «За військові заслуги».

## Біографія
Учасник Першої світової війни. З травня 1915 по серпень 1916 року служив радіооператором в 39-му польовому льотному дивізіоні. Пройшов підготовку на льотчика, у лютому 1917 року був направлений в 208-й льотний дивізіон. Пізніше був переведений на винищувачі та отримав призначення в 22-гу винищувальну ескадрилью. Провів близько 300 бойових вильотів і здобув 15 перемог. 
Був похований на цвинтарі Waldfriedhof у Дуйсбурзі. Цвинтар не зберігся.

## Нагороди
- Залізний хрест 2-го і 1-го класу
- Золотий хрест «За військові заслуги» (28 жовтня 1918)